# Landgut Marwede

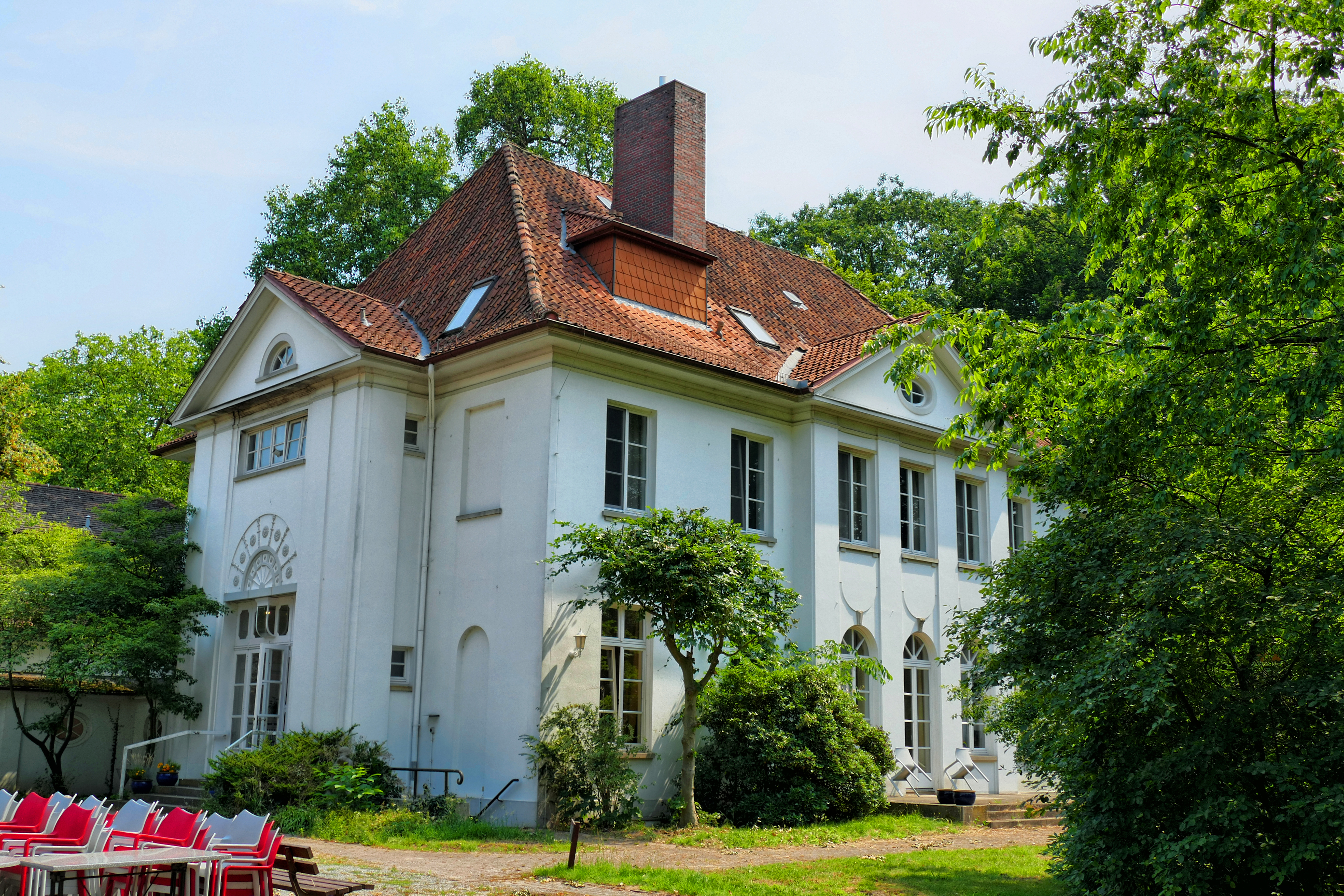

Das Landgut Marwede mit dem Landhaus Marwede (heute Haus Hohenkamp) befindet sich in Bremen im Stadtteil Oberneuland in der Oberneulander Landstraße 27–29. Das Haus entstand bis 1924 nach Plänen von Rudolf Alexander Schröder. Es steht seit 2016 mit Park und einigen Nebengebäude unter Bremer Denkmalschutz.

## Geschichte
Das Gelände des späteren Landgutes Marwede war gegen Ende des 18. Jahrhunderts als separates Grundstück aus dem Gut Hodenberg ausgewiesen worden. 1796 erwarb Gottfried Wagner, Pastor von St. Ansgarii, das Grundstück mit seinem Park. Das Gut hatte danach verschiedene Pächter.
1911 erwarb der Kaufmann und Teilhaber der Brauerei Beck Hermann Marwede (1878–1959) das Areal. Zuerst ließ er 1912 das Hofmeierhaus sowie eine Remise nach Plänen von Hans Haering errichten. 1922 bis 1924 wurde das alte Landhaus an der Straße abgebrochen und im hinteren Grundstücksteil durch eine Villa nach Plänen von Rudolf Alexander Schröder und Carl Rotermund ersetzt; der Park wurde nach Vorstellungen von Schröder umgestaltet.
1953 übernahm die Städtische Nervenklinik das Anwesen und errichtete Nebengebäude für den Klinikbetrieb. 1952 kam ein T-förmiges Altenwohnheim hinzu, welches das DRK 1986 übernahm; es wohnten ältere psychisch Kranke im Heim. Ein Bettenhaus der Klinik mit 89 Betten entstand 1965. 1988 wurde nach dem Bau des Klinikums Bremen-Ost in Bremen-Osterholz die Außenstelle Oberneuland aufgegeben.
Das Landesamt für Denkmalpflege Bremen bewertet das Landgut und Landhaus Marwede als „von hoher künstlerischer, kulturgeschichtlicher und heimatgeschichtlicher Bedeutung …“. Seit 2016 steht das Landgut mit Park und Nebengebäuden unter Denkmalschutz.
Heute (Stand 2018) wird Haus Hohenkamp als  DRK-Pflegeheim  genutzt. Jährlich finden im Park unter dem Titel Ein Sonntag im Park Jazz- und Pop-Konzerte statt.

## Beschreibung
Die zweigeschossige, verputzte, 7-achsige Villa mit einem Walmdach und zwei klassizistischen Giebelrisaliten  wurde 1924 im konservativen Stil der Zwischenkriegszeit gebaut. Das etwas ältere eingeschossige Hofmeierhaus mit Walmdach und einer großen Tordurchfahrt wurde wie die gleichzeitig entstandene Remise mit Pultdach im Reformstil errichtet.

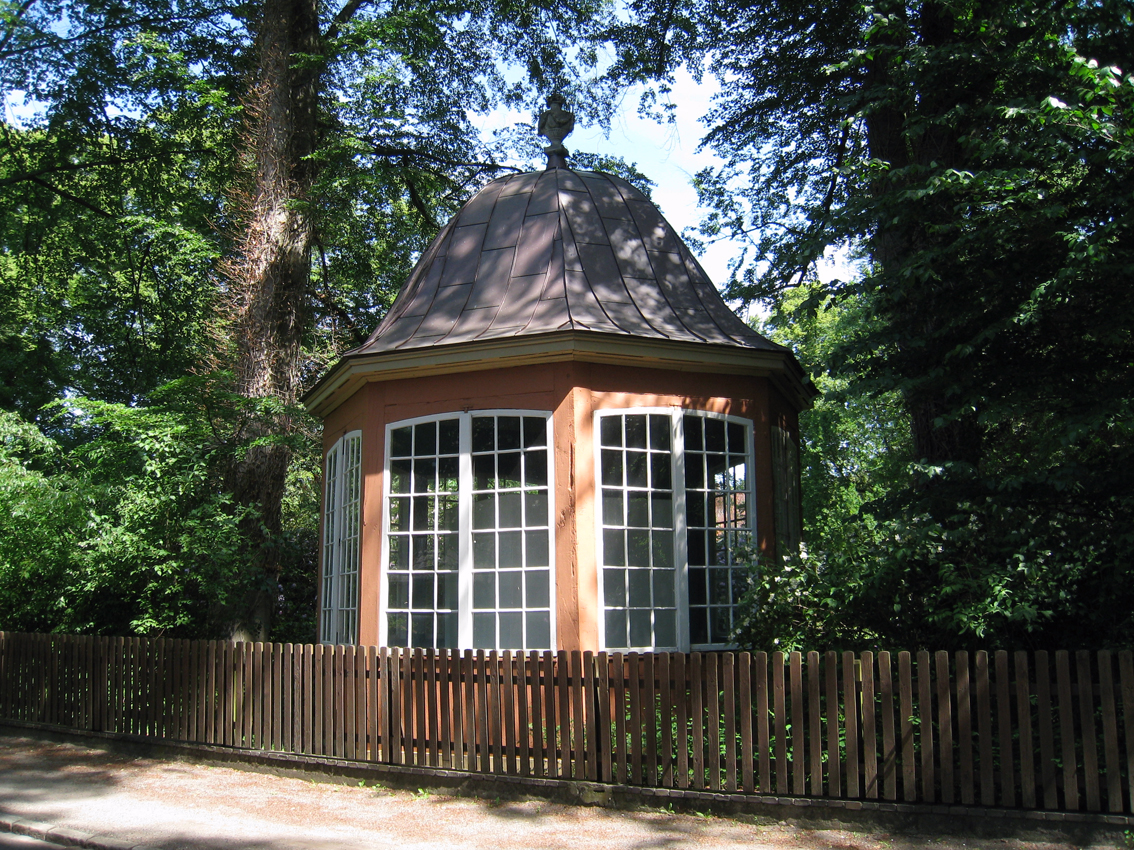
Gartenpavillon

Im Park stehen noch einige Bäume aus der Zeit vor Entstehung des Landgutes Marwede. Das achteckige Teehäuschen, ein Gartenpavillon aus der zweiten Hälfte des 18. Jahrhunderts im barocken Stil, wurde um 1790 für den Kaufmann Hermann Heymann gebaut und 2002/03 sorgfältig saniert.
Zahlreiche Skulpturen schmücken die Außenanlagen: Eine Säule mit lautespielendem Engel und Masken an der rückwärtigen Terrasse entstand um 1600. Auch die Sandsteinstatue eines Kriegers beim Hofmeierhaus – gedeutet als Mars – stammt aus dieser Zeit. In der Durchfahrt des Hofmeierhauses steht eine Sandsteinstatue der Musica, eine weibliche Figur mit Saiteninstrument, die wie das Paar der in Rokokokostüme gekleideten Kinderfiguren Kavalier und Dame aus Sandstein vor dem Mittelrisalit des Landhauses aus der Mitte des 18. Jahrhunderts stammt. Die Werkstein-Figur eines Knaben mit Hund, rechts vom Haupteingang, kann auf das 1. Viertel des 20. Jahrhunderts datiert werden. Das Brunnenbecken im Rondell des Rosengartens der 1950er-Jahre soll ein Entwurf des Architekten des Landhauses, Schröder, sein.
An Gut Hodenberg erinnern zwei Wappenstein-Friese vom Vorgängerbau aus der Zeit um 1600 am Verbindungsgang vom Hauptgebäude des Hauses Hohenkamp zum Neubau des Altersheims von 1952. Einer der Wappensteine ist mit 1595 datiert, als Bürgermeister Diedrich Hoyer der Jüngere (1568–1623) Besitzer des Gutes war, er zeigt unter anderem das Hoyersche Wappen eines querliegenden, aufwärtsgekrümmten Astes in einem Schild.